# Gare de Sigournais
La gare de Sigournais est une gare ferroviaire française (fermée) de la ligne des Sables-d'Olonne à Tours, située sur le territoire de la commune de Sigournais, dans le département de la Vendée, en région Pays de la Loire. 
Elle est aujourd'hui fermée à tout trafic.

## Situation ferroviaire
La gare de Sigournais est située au point kilométrique (PK) 78,319 de la ligne des Sables-d'Olonne à Tours, entre les gares ouvertes de Chantonnay et de Pouzauges. Elle est séparée de Pouzauges par la gare aujourd'hui fermée au trafic voyageur de La Meilleraie et à tout trafic de Chavagnes-les-Redoux

## Histoire
La gare n'est plus desservie par aucun train.

## Service des voyageurs
La gare est fermée à tout trafic. Auparavant, c'était un point d'arrêt non géré (PANG) à accès libre.